# ألان لاد
ألان لاد (بالإنجليزية: Alan Walbridge Ladd)‏ هو منتج أفلام وممثل أمريكي، ولد في 3 سبتمبر 1913 بهت سبرينغز في الولايات المتحدة، وتوفي في 29 يناير 1964 ببالم سبرينغس في الولايات المتحدة بسبب استسقاء (طب).

## أعمال

### أفلام
- (1941) القط الأسود
- (1941) المواطن كين
- (1941) إلتقيا في بومبي
- (1950) كابتن كراي من الولايات المتحدة
- (1953) شين[6]

## وصلات خارجية
- ألان لاد على موقع IMDb (الإنجليزية)
- ألان لاد على موقع الموسوعة البريطانية (الإنجليزية)
- ألان لاد على موقع ألو سيني (الفرنسية)
- ألان لاد على موقع تيرنر كلاسيك موفيز (الإنجليزية)
- ألان لاد على موقع أول موفي (الإنجليزية)
- ألان لاد على موقع قاعدة بيانات الأفلام السويدية (السويدية)
- ألان لاد على موقع إن إن دي بي (الإنجليزية)
- ألان لاد على موقع ديسكوغز (الإنجليزية)
- ألان لاد على موقع قاعدة بيانات الفيلم (الإنجليزية)
- ألان لاد على موقع كينوبويسك (الروسية)